# Kazimierz Szpunar
Kazimierz Jacek Szpunar (ur. 17 sierpnia 1918 w Krakowie, zm. 19 grudnia 2022) – polski matematyk, dr hab. inż., profesor Akademii Górniczo-Hutniczej w Krakowie.

## Życiorys
W 1937 roku ukończył IV Gimnazjum Państwowe im. Henryka Sienkiewicza w Krakowie. W 1949 ukończył studia na Wydziale Hutniczym Akademii Górniczo-Hutniczej im. Stanisława Staszica. W 1958 został doktorem (promotor Stanisław Gołąb), a w 1961 doktorem habilitowanym. W 1971 uzyskał tytuł profesora nauk matematycznych.
Od 1946 do przejścia na emeryturę w 1988 pracował na macierzystej uczelni - w tym od 1971 na stanowisku profesora AGH. Odznaczony został Krzyżem Kawalerskim Orderu Odrodzenia Polski, tytułem „Zasłużony Nauczyciel”,. Pochowany na Cmentarzu Rakowickimm.